# قوبة
قوبة هي قرية في مقاطعة بيرانشهر، إيران. عدد سكان هذه القرية هو 261 في سنة 2006.